# Communauté rurale de Ribot Escale
La communauté rurale de Ribot Escale est une communauté rurale du Sénégal située à l'ouest du pays. 
Elle fait partie de l'arrondissement de Lour Escale, du département de Koungheul et de la région de Kaffrine.
Devenue Commune de pleine exercice avec l'entrée en vigueur de la réforme majeure intitulée l'acte 3 de décentralisation, Ribot Escale se trouve au centre du Sénégal à 51 km au nord de Koungheul.
Sa population est estimée à 14011 habitants selon le recensement général de 2013.
Ribot escale est limitée au nord par la Commune de velingara Ferlo (Département de Ranerou) au sud la commune de Lour escale du même département, à l'est par la Commune de Payaar (Département de koupentoum) et à l'ouest par la Commune de Gainth Pathé du même département.
Le Maire de la commune de Ribot Escale s'appelle Yaya SOW; l'un des membres fondateurs de l'Alliance pour la République (APR).
Il est assisté par un secrétaire municipal du nom de Mbaye SOW, un produit du département de géographie de l'Université cheikh Anta Diop de Dakar.